# Kecskeméti TE
Kecskeméti TE (offiziell Kecskeméti Testedző Egyesület, dt. Kecskeméter Turnverein), oft kurz KTE genannt, ist ein 1911 gegründeter Fußballverein aus der rund 110.000 Einwohner zählenden zentralungarischen Stadt Kecskemét, Komitat Bács-Kiskun. Die Vereinsfarben sind Violett und Weiß. Der Verein spielt 2022/23 in der Nemzeti Bajnokság, der höchsten ungarischen Fußball-Liga.
KTE trägt seine Heimspiele im Széktói Stadion, welches 6320 Sitzplätze bietet, aus.
In der Saison 2007/08 etablierte sich KTE auf den oberen Tabellenplätzen der östlichen Gruppe der zweiten Liga, der Nemzeti Bajnokság II, und sicherte sich am 17. Mai 2008 durch einen 5:0-Sieg über Vác-Ujbuda LTC den Aufstieg in die Erstklassigkeit, d. h. die Nemzeti Bajnokság I. In der Saison 2010/11 gewann der Verein mit einem 3:2-Finalsieg über den Meister Videoton FC erstmals den ungarischen Pokalwettbewerb und qualifizierte sich damit für die UEFA Europa League 2011/12, wo das Team in der zweiten Qualifikationsrunde dem kasachischen Vertreter FK Aqtöbe unterlag.
Im Jahr 2015 stieg der Verein wegen eines Lizenzentzuges in die dritte Liga ab. Sportlich ging es dann bis in Liga 4 hinunter, ehe 2018 wieder der Aufstieg zurück in die drittklassige Nemzeti Bajnokság III gelang. 2021 schaffte KTE den Aufstieg in die zweite Liga und ist nach sechs Jahren wieder in einem der beiden höchsten Spielklassen in Ungarn vertreten. Zur Saison 2022/23 gelang schließlich die Rückkehr in die höchste Spielklasse, wo auf Anhieb der 2. Platz erreicht wurde. Damit qualifizierte sich der Klub für die UEFA Europa Conference League. In der darauffolgenden Saison 2023/24 belegte der Klub den 6. Platz.

## Europapokalbilanz
| Saison  | Wettbewerb                    | Runde                  | Gegner    | Gesamt    | Hin     | Rück          |
| ------- | ----------------------------- | ---------------------- | --------- | --------- | ------- | ------------- |
| 2011/12 | UEFA Europa League            | 2. Qualifikationsrunde | FK Aqtöbe | (a)1:1(a) | 1:1 (H) | 0:0 (A)       |
| 2023/24 | UEFA Europa Conference League | 2. Qualifikationsrunde | Riga FC   | 3:4       | 2:1 (H) | 1:3 n. V. (A) |

Gesamtbilanz: 4 Spiele, 1 Sieg, 2 Unentschieden, 1 Niederlage, 4:5 Tore (Tordifferenz −1)

## Erfolge
- Ungarischer Pokalsieger: 2011
- Aufstieg in die erste Liga: 2008

## Rekorde
- Höchster Sieg (1. Liga): 5:1 gegen Vasas Budapest, 15. August 2009
- Höchste Niederlage (1. Liga): 2:6 gegen Debreceni Vasutas SC, 14. August 2010
- Meiste Ligaspiele (1. Liga): 71 Csaba Csordás (2008–2011)
- Meiste Tore (1. Liga): 26 Csaba Csordás (2008–2011)

## Trainer
- József Kiprich (2002–2003)